# المعهد العالي للدراسات التطبيقية في الإنسانيات بالمهدية
المعهد العالي للدراسات التطبيقية في الإنسانيات بالمهدية هو إحدى المؤسسات العليا التابعة لجامعة المنستير، وقد أحدث عام 2005 بمقتضى بأمر عدد 1971 المؤرخ في 14 جويلية 2005. ويتمتع بالشخصية المدنية والاستقلال المادي

## أرقام
طبقا لأرقام السنة الدراسية 2010-2011 يدرس بها 1294 طالبا من بينهم 760 طالبة.

## الشهادات
والدراسة بالمعهد تنتهي في إطار نظام الإجازة الماجستير والدكتوراه (إمد) بالحصول على الشهادات التالية:
- الإجازة التطبيقية في الغات الحية(إمد)
- الإجازة التطبيقية في الألمانية (إمد)
- الجازة التطبيقية في الإيطالية(إمد)
- الجازة التطبيقية في التنشيط السياحي(إمد)

## الإدارة
- المدير: منصف الطاوس
- الكاتب الأول : بشرى الشعباني بن عمار

## وصلة خارجية
- موقع المعهد العالي للدراسات التطبيقية في الإنسانيات بالمهدية.